# Nimfa mediterrània
La nimfa mediterrània (Limenitis reducta) és una espècie de lepidòpter papilionoïdeu de la família dels nimfàlids (Nymphalidae) present als Països Catalans.

## Descripció

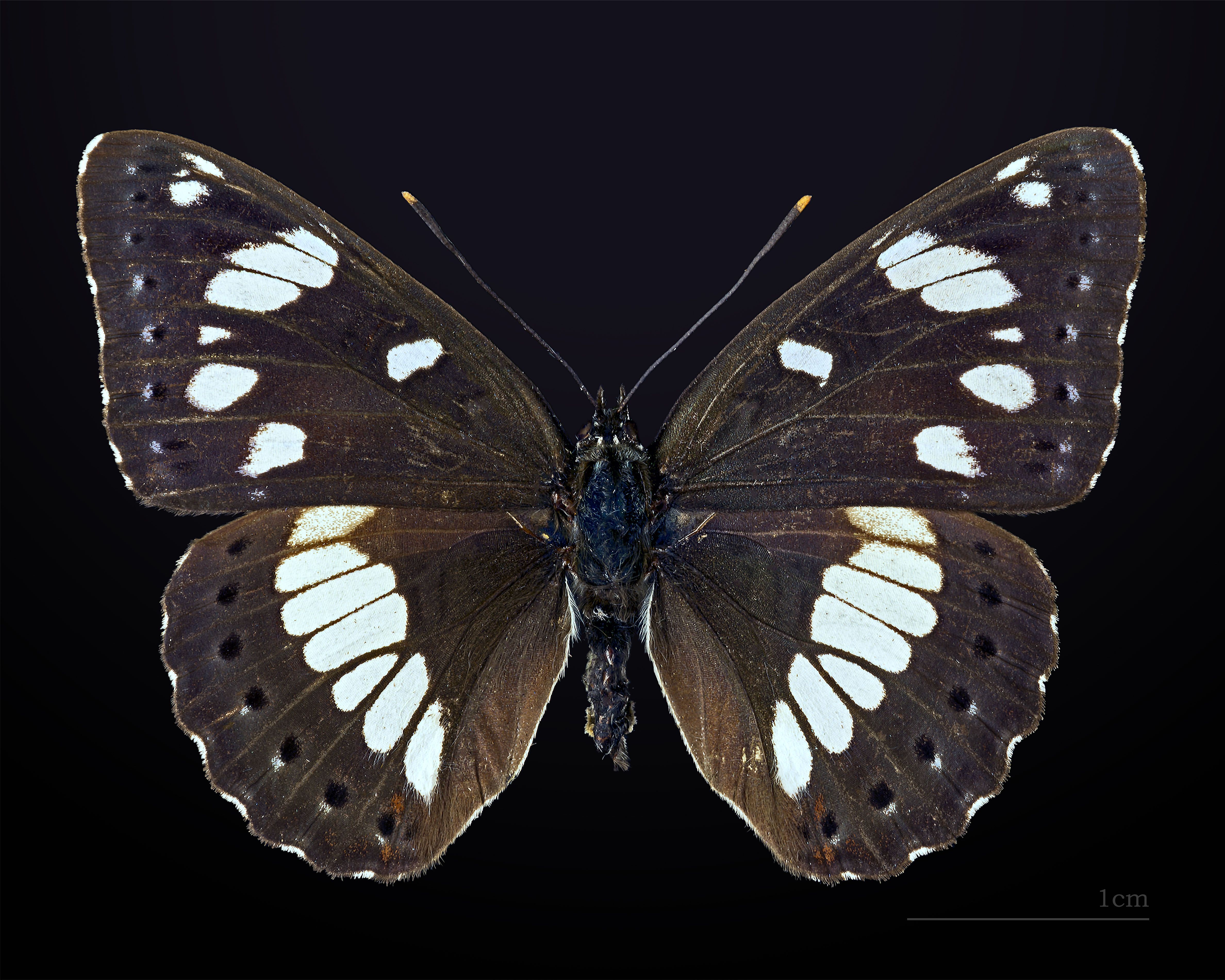
Dors
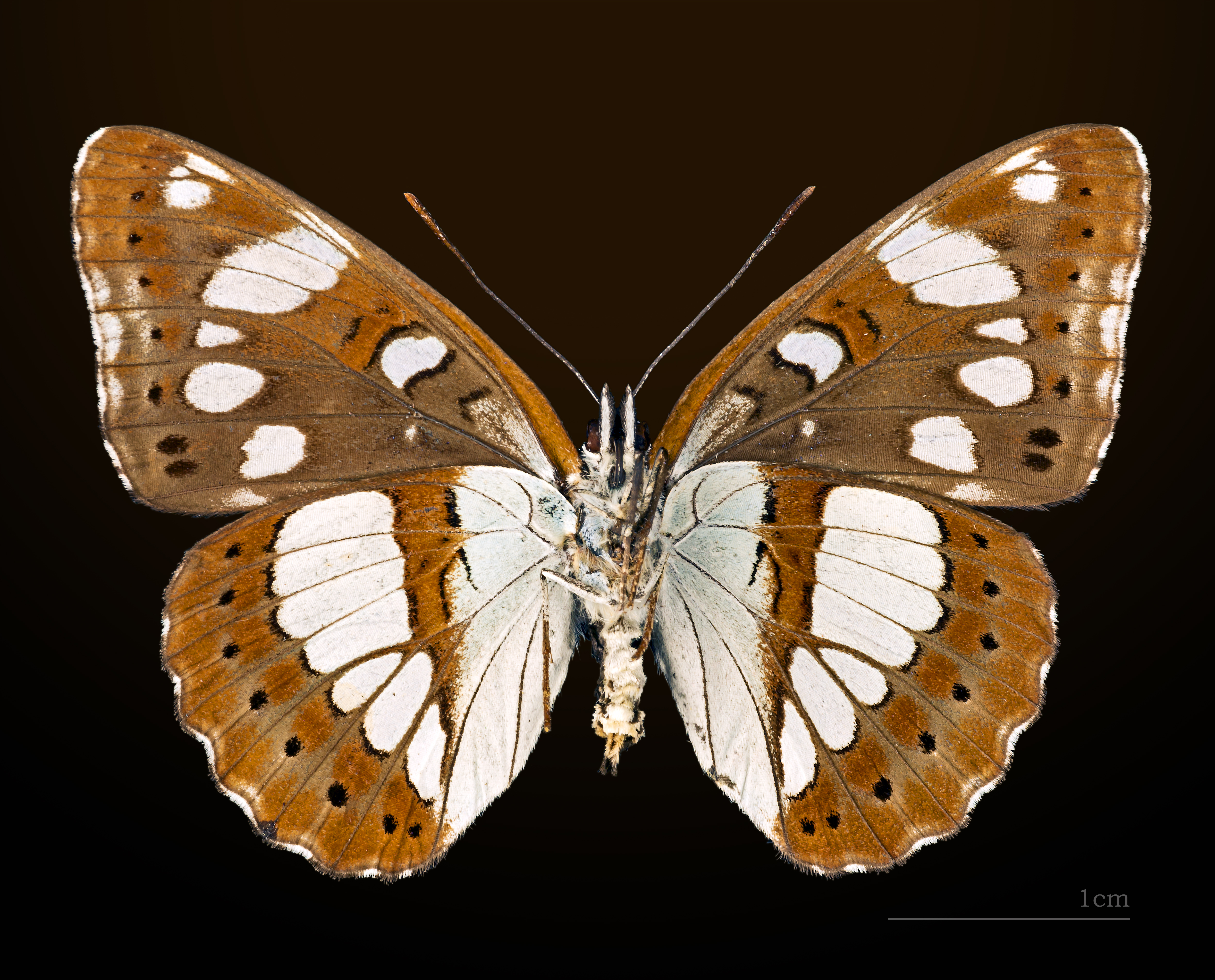
Part ventral

## Distribució
Es distribueix pel sud i centre d'Europa, Turquia, Orient Mitjà, oest de l'Iran i Caucas. A la península Ibèrica es troba principalment a la meitat nord.

## Hàbitat
Zones seques, herboses o rocoses i clars de bosc, secs o humits. L'eruga s'alimenta de plantes del gènere Lonicera.

## Període de vol i hibernació
Una generació a latituds elevades enre mitjans de juny i començaments d'agost; dues generacions en regions més càlides amb la primera entre mitjans de maig i juny i la segona entre mitjans de juliol i agost; polivoltina en alguns llocs càlids, entre abril i octubre. Hiberna com a eruga jove, dins d'una fulla fixada amb seda a la tija.

## Altres dades
Atacada pel parasitoide Cotesia sibyllarum.